# Gustavo Warburg
Gustavo Warburg Trucco (7 de agosto de 1964) es un deportista argentino que compitió en vela en la clase Soling. Ganó seis medallas en el Campeonato Mundial de Soling entre los años 2001 y 2018, y tres medallas en el Campeonato Europeo de Soling entre los años 2007 y 2012.

## Palmarés internacional
| Campeonato Mundial | Campeonato Mundial           | Campeonato Mundial | Campeonato Mundial |
| Año                | Lugar                        | Medalla            | Clase              |
| ------------------ | ---------------------------- | ------------------ | ------------------ |
| 2001               | San Isidro (Argentina)       | Medalla de oro     | Soling             |
| 2004               | Porto Alegre (Brasil)        | Medalla de oro     | Soling             |
| 2006               | Annapolis (Estados Unidos)   | Medalla de bronce  | Soling             |
| 2008               | Scarlino (Italia)            | Medalla de plata   | Soling             |
| 2010               | Porto Alegre (Brasil)        | Medalla de plata   | Soling             |
| 2018               | San Isidro (Argentina)       | Medalla de oro     | Soling             |
| Campeonato Europeo |                              |                    |                    |
| Año                | Lugar                        | Medalla            | Clase              |
| 2007               | Arendal (Noruega)            | Medalla de bronce  | Soling             |
| 2010               | La Trinité-sur-Mer (Francia) | Medalla de bronce  | Soling             |
| 2012               | Aarhus (Dinamarca)           | Medalla de oro     | Soling             |

1. ↑  En algunas ediciones del Campeonato Europeo se permitió la participación de regatistas de otros continentes.